# ヘンリー・スウィート
ヘンリー・スウィート（英語: Henry Sweet, 1845年9月15日 - 1912年4月30日）は、イギリスの文献学者・音声学者・文法学者。ダニエル・ジョーンズによって後に容認発音と呼ばれることになる、ロンドンの教養人が話す英語の発音を体系的に記述した。また現代英語の文法についてはじめて包括的な記述を行った。

## 生涯
1845年、ロンドンに生まれた。1864年にドイツのハイデルベルク大学に短期間在学し、このときにドイツの言語学についての知識を得た。1869年、24歳でオックスフォード大学ベリオール・カレッジに入り直し、1873年に卒業。在学中の1871年に、グリゴリウス1世の "Cura Pastoralis" のアルフレッド大王による翻訳を注釈つきで発表し、古英語の方言に関する学問の基礎を築いた。
はやくから世界的に名の知られた学者であったが長期にわたって大学に職を得ることができず、1901年になってようやくオックスフォード大学で準教授に就いた。スウィートは論文の中で他の学者を激しく攻撃したため、アイルランドの文学者であるジョージ・バーナード・ショーは、その辛辣さによって職が得られなかったのではないかと『ピグマリオン』の序文に書いている。
文献学会に対する貢献は大きく、1875年～1876年と1877年～1878年の二度にわたって、文献学会の会長をつとめた。国際音声学会の前身であるポール・エドゥアール・パシーの Phonetic Teachers' Association の初期からの会員であり、のちに名誉会長になった。

## 研究内容・業績

### 音声学
スウィートの行った英語音声学研究は、英国学派音声学（英語: British School of Phonetics）として、現在でもジョン・クリストファー・ウェルズなどによって引き継がれている。
- 音声学に関する主著は、1877年の『音声学提要』（英語: A Handbook of Phonetics）で、この著作で生理的音声学の基礎を築いた。彼は英語の綴り字改革論者である アレクサンダー・ジョン・エリスと、視話法で有名なアレクサンダー・メルヴィル・ベルの両方の影響を受けていたが、この本ではエリスの palaeotype を改良したローミック (Romic) という記号を用いた。彼は音声表記の方法に簡略表記 (Broad Romic) と精密表記 (Narrow Romic) の区別を認め、簡略表記の方が重要であるとした。簡略表記の考えは後の音韻論の先駆とも言えるものだった。母音について、スウィートは舌の高さと舌の前後を組み合わせた3×3の格子をつくり、これを基本母音 (cardinal vowels) と呼んだが、後のダニエル・ジョーンズの基本母音に比べるとかなり煩雑なものだった。
- 国際音声記号はスウィートのローミックを元にしているが、スウィート自身は国際音声記号に特殊記号が多すぎるのが問題だと考えていた[2]。
- ベルの視話法の文字をスウィートはオーガニック (Organic) と呼び、いくつかの論文や1890年の A Primer of Phonetics に用いた。
- 1885年に書いたドイツ人向けの英語教科書 Elementarbuch des gesprochenen Englisch は、初めてロンドンの教養人の口語を記述したものである。外国語教科書に現代の会話文を大量に載せたのは当時革新的だった。1890年に英語版も出版された。音声記述の面でもイントネーションを示すなど、『音声学提要』より進んだ点もあった。
- 1911年のブリタニカ百科事典第11版で「音声学」 (Phonetics) の項を担当したのが、音声学に関する最後のまとまった著述となった[3]。

### 『ピグマリオン』との関係
バーナード・ショーは自作の戯曲『ピグマリオン』の序文においてスウィートについて長々と触れ、主人公であるヒギンズ教授がスウィート自身というわけではなく、性格も異なるが、スウィートに影響された部分があることは認めている。しかしこの序文には疑問もあり、ライデン大学のBeverley CollinsとInger Meesによると、実際にはダニエル・ジョーンズをモデルにしていたが、大学で音声学を教えている実在の人物がモデルであるとわかると不都合なので、序文で故人であるスウィートに言及することでジョーンズに迷惑が及ばないようにしたのだという。

## 著作
主著および日本語訳のあるもののみを挙げる。
- Anglo-Saxon Primer with Grammar, Notes, and Glossary. Oxford: Clarendon Press. (1882)

古英語の入門書。日本版（日本語で詳細な解説をつけたもの。本文は英語）：東浦義雄 編『H・スウィート古代英語文法入門』千城、1962年。
- An Anglo-Saxon Reader in prose and verse. Oxford: Clarendon Press. (1876)
- A History of English Sounds from the Earliest Period. Oxford: Clarendon Press. (1874)
- A Handbook of Phonetics. Oxford: Clarendon Press. (1877)

日本版（翻訳ではない）：木原研三 編『音声学提要』三省堂、1998年。ISBN 4385354944。
- Elementarbuch des gesprochenen Englisch:Grammatik, Texte und Glossar. Oxford: Clarendon Press. (1885)

英訳: A Primer of Spoken English. Oxford: Clarendon Press. (1890)
- A New English Grammar, Logical and Historical. Oxford: Clarendon Press. (1891,1895)

全2巻。上巻は序説・音声・屈折。下巻は統辞論。序説の日本語訳：半田一吉 訳『新英文法―序説』南雲堂、1980年。
- The Practical Study of Language. London: J.M. Dent. (1899)

日本語訳：小川芳男 訳『言語の実際的研究』英潮社、1969年。
- History of Language. London: J.M. Dent. (1900)

日本語訳（日本人向けに改変）：金田一京助 訳『新言語学』子文社、1912年。